# Абатство Бриалмон
Абатство Бриалмон (на френски: Abbaye de Brialmont, официално наименование Abbaye Notre-Dame de Brialmont) е трапистко абатство в Тилф, община Еньо окръг Лиеж, провинция Лиеж, Югоизточна Белгия. Абатството е част от Ордена на цистерцианците на строгото спазване.

## История
Абатството е основано като приорат на 30 януари 1934 г. от пет монахини, които се заселват в една къща в селището Соре, Намюр. През 1939 г. те се присъединяват към Цистерцианския орден. През август 1961 г. приоратът се премества от Соре в замък, предоставен им от благородническата фамилия Отреп де Буве, разположен на около 15 км южно от град Лиеж на скалиста височина с изглед към Тилф. След реорганизация, наложена от нуждите на монашеския живот, приоратът става абатство под името Abbaye Notre-Dame de Brialmont.
През 1975 г. абатството се свързва с Траписткия орден и на 24 февруари 1976 г. тридесет монахини дават тържествен обет като трапистки монахини. През същата година, през декември, към абатството се присъединяват и монахини от приората Сен Жерар. Нова църква на абатството е осветена на 21 март 1981 г. На 21 май 1985 г., по време на посещението си в Белгия в абатството гостува папа Йоан Павел II.
Днес абатството е действащ женски католически манастир с около 20 манахини, част от Траписткия орден, член на Международната трапистка асоциация. Монахините подпомагат издръжката си от производството на гъби, имат и магазин, където се продават гъби, както и книги и продукти от други манастири. В абатството има къща за гости с 13 стаи.